# Cam đắng
Cam đắng, hay cam chua, cam Seville, cam bigarade hay cam mứt là tên một loài thực vật thuộc chi Cam chanh có tên khoa học là Citrus × aurantium, là loài lai giữa bưởi và quýt. Nhiều giống cam đắng này được trồng để lấy tinh dầu dùng trong nước hoa và gia vị. Cam đắng cũng được dùng trong y học như một chất kích thích và chất ngăn chặn thèm ăn. Sau khi Cục quản lý Dược phẩm và Thực phẩm Hoa Kỳ cấm sử dụng thuốc kích thích lấy từ cây Ma hoàng, chất chiết xuất từ cam đắng đã thay thế ma hoàng trong nhiều loại thuốc chống béo phì, bất chấp nhiều ý kiến quan ngại về những tác dụng phụ giống như ma hoàng và về tính hiệu quả của nó. Trong một bài báo xuất bản bởi Consumer Reports, việc dùng cam đắng bị cho là có thể liên quan tới "choáng, rối loạn nhịp tim, nhồi máu cơ tim, đột quỵ và tử vong".

## Một số giống cam đắng
- Citrus aurantium subsp. amara là một giống cây thường xanh có nhiều gai, nguồn gốc ở miền Nam Việt Nam nhưng hiện nay đã được trồng rộng rãi trên thế giới. Trong việc lai ghép nó được dùng như cây bố cho các cây mẹ thuộc chi Cam chanh, hoặc dùng làm mứt cam, làm các loại rượu mùi như triple sec, Grand Marnier và Curaçao. Nó cũng được trồng để lấy dầu từ quả, dầu Neroli và Nước hoa cam.
- Cam Seville hay Cam Bigarade là một loại cam vị chua gắt nổi tiếng, được trồng khắp trên vùng Địa Trung Hải. Quả có vỏ dày, bề mặt gợn lăn tăn, được dùng làm mứt cam và có hàm lượng pectin cao hơn các loại cam ngọt thông thường, do đó tỉ lệ đậu trái tốt và năng suất cao hơn. Nó cũng được dùng trong các loại mứt quả khác và dùng để chế biến rượu mùi cam.
- Cam Bergamot (C. aurantium subsp. bergamia) là một loại cam đắng được trồng nhiều ở miền Nam Pháp và Ý, trồng để lấy dầu bergamot dùng chế biến nước hoa và trà, nhất là trà Công tước Grey.
- Cam lá mía, C. aurantium var. myrtifolia, nguồn gốc từ Ý, được dùng để chế biến một loại nước giải khát nổi tiếng của Ý. Quả của nó được gọi là Chinotto.
- Toan tranh, C. aurantium var. daidai, là một loại thảo dược dùng trong Đông Y đồng thời là một loại quả dùng trong ngày Tết Nhật Bản.
- Loài cam đắng dại Florida mọc cạnh những dòng suối nhỏ trong các khu rừng hoang vu ở Florida.

## Công dụng

### Thực phẩm
Quả xanh của cam đắng được gọi là "narthangai" và được dùng rộng rãi trong các món ăn ở miền Nam Ấn Độ, nhất là trong món ăn Tamil. Quả xanh được muối dưa bằng cách cắt theo hình xoắn ốc và nhồi với muối. Cam muối dưa thường được ăn với cơm sữa chua (thayir sadam). Quả cam tươi cũng thường được dùng trong món pachadi. Nước ép từ quả xanh cũng được dùng làm nước ướp thịt trong các món ăn Nicaragua, Cuba, Dominica.
Vỏ quả cam đắng cũng là một nguyên liệu dùng để chế biến rượu đắng. Món bia trắng (Witbier) của Bỉ cũng dùng vị đắng từ vỏ quả cam này.
Người Thụy Điển và Phần Lan dùng vỏ quả cam đắng trong việc chế biến bánh mì gừng và món mämmi. Nó cũng được dùng trong món rượu hâm nóng glögg của người Na Uy.
Ở Hy Lạp và Đảo Síp nerántzi là loại quả được ưa chuộng nhất khi dùng làm mứt muỗng, và cam đắng (nerantziá) cũng là một cây cảnh thông dụng.

### Dược liệu
Chiết xuất của quả và vỏ quả cam đắng được dùng như thực phẩm bổ sung nhằm mục đích chống béo phì, giảm cân và giảm sự thèm ăn; mặc dù trong Đông y chúng luôn được dùng chung với các loại thảo dược khác. cam đắng chứa các chất kích thích chuyển hóa trao đổi như N-methyltyramine, octopamine synephrine, những chất có hoạt tính tương tự như ephedrine; chúng tác động lên các thụ quan phóng thích ephedrine alpha-1 gây ra sự co mạch và làm tăng huyết áp và nhịp tim.
Sau lệnh cấm chất kích thích chiết xuất từ cây Ma hoàng ở Hoa Kỳ, Canada và một số nơi khác, chất chiết xuất từ cam đắng bắt đầu được dùng thay thế ma hoàng trong các thực phẩm bổ sung có chức năng làm giảm cân và chống béo phì. Mặc dù cam đắng chưa trải qua một cuộc thử nghiệm nào về độ an toàn nhưng nó có thể gây ra những tác dụng phụ có hại như ma hoàng. Case report đã cho rằng các sản phẩm chứa chất chiết xuất từ cam đắng có liên quan tới đột quỵ, viêm họng, và viêm ruột kết do thiếu máu cục bộ.
Trung tâm về Dược phẩm Bổ sung và Thay thế Hoa Kỳ chỉ ra rằng "hiện nay có rất ít bằng chứng cho thấy rằng chiết xuất cam đắng an toàn hơn ma hoàng." Và cũng không có bằng chứng nào cho thấy chiết xuất cam đắng hiệu quả trong việc giảm cân.
Sau sự kiện một thanh niên khỏe mạnh bị nhồi máu cơ tim (đau tim), một cuộc điều tra và một bài phóng sự khoa học ngay sau đó chỉ ra rằng những nhà sản xuất "thực phẩm bổ sung" có ý thay thế ephedrine với các chất có hoạt tính tương tự như p-synephrine and/or p-octopamine chiết xuất từ cam đắng đã tìm ra một lỗ hổng trong việc điều chỉnh năm 2004 lệnh cấm ma hoàng của Cục quản lý Dược phẩm và Thực phẩm Hoa Kỳ bằng cách thay thế những chất nằm trong danh sách cấm bằng những chất có hoạt tính tương tự nhưng không nằm trong danh sách, vì vậy họ có thể yên tâm tuyên bố rằng sản phẩm của mình "không có ma hoàng".